# Lost Your Faith
«Lost Your Faith» es una canción de la cantante estadounidense Ava Max, lanzada el 7 de febrero de 2025 a través de Atlantic Records, como el sencillo principal de su próximo tercer álbum de estudio.

## Antecedentes y lanzamiento
El 24 de enero de 2025, Max publicó tres fotos con la leyenda «Pensé que para siempre significaba que moriríamos juntos, no lo sé». Al día siguiente, cambió su foto de perfil por una de esas fotos. Al día siguiente, Max anunció en una entrevista que la canción se lanzaría en febrero y que marcaría el inicio oficial del ciclo completo de su tercer álbum.
«Lost Your Faith» fue descrita como una «canción de ruptura poderosa» con un «ritmo directo al estilo del rock de los años 80», similar a su sencillo de 2020 «Kings & Queens», que luego se transforma en una «instrumental más electrónica de dance-pop en su coro», mientras Max lamenta «la lenta desintegración de la relación, notando que parece que la devoción de su amado ha disminuido».
El 7 de febrero de 2025, se lanzó un audiovisual de la canción junto con el sencillo. El 20 de febrero de 2025, Max filmó el video musical de la canción.

## Créditos y personal
Créditos adaptados de Spotify y Apple Music
- Amanda Ava Koci – voz, composición

- Delacey – composición

- Leroy Clampitt – composición

- Lucy Healey – composición

- PinkSlip – ingeniería, producción

- Serban Ghenea – mezcla, ingeniería

## Listas
| Listas                                    | Posición más alta |
| ----------------------------------------- | ----------------- |
| CIS (TopHit Airplay)                      | 101               |
| Croatia International Airplay (Top lista) | 33                |
| Estonia Airplay (TopHit)                  | 98                |
| Japan Hot Overseas (Billboard Japan)      | 17                |
| Lithuania Airplay (TopHit)                | 132               |
| Russia Airplay (TopHit)                   | 72                |

## Historial de lanzamiento
| Región  | Fecha                | Formato(s)                   | Sello    | Ref.   |
| ------- | -------------------- | ---------------------------- | -------- | ------ |
| Various | 7 de febrero de 2025 | Descarga digital y streaming | Atlantic | [ 11 ] |